# Pieve di San Giovanni Battista (Cavriglia)
La pieve di San Giovanni Battista è un edificio sacro che si trova in piazza Umberto I 4, a Cavriglia, in provincia di Arezzo e diocesi di Fiesole.

## Storia
Fondata su un insediamento romano, è ricordata dall'XI secolo.

## Descrizione
Le trasformazioni subite soprattutto nel XVIII secolo ne hanno modificato notevolmente l'aspetto originario. Tracce del primitivo edificio romanico restano solo nell'abside e nelle strutture perimetrali. Recentemente ripristinata, presenta un moderno prospetto a doppio spiovente con portale coronato da una lunetta in terracotta policroma, riferita a Benedetto Buglioni e raffigurante San Giovannino nel deserto (1500 circa).
L'interno, che si articola in tre navate concluse da abside centrale e coperte da volte a crociera, è caratterizzato da un diffuso decorativismo di gusto tardobarocco con stucchi e finti marmi, riferibili alla fine del 1700, quando l'edificio fu ristrutturato da Francesco Burzagli da Moncioni, pievano dal 1749 al 1815.

## Museo

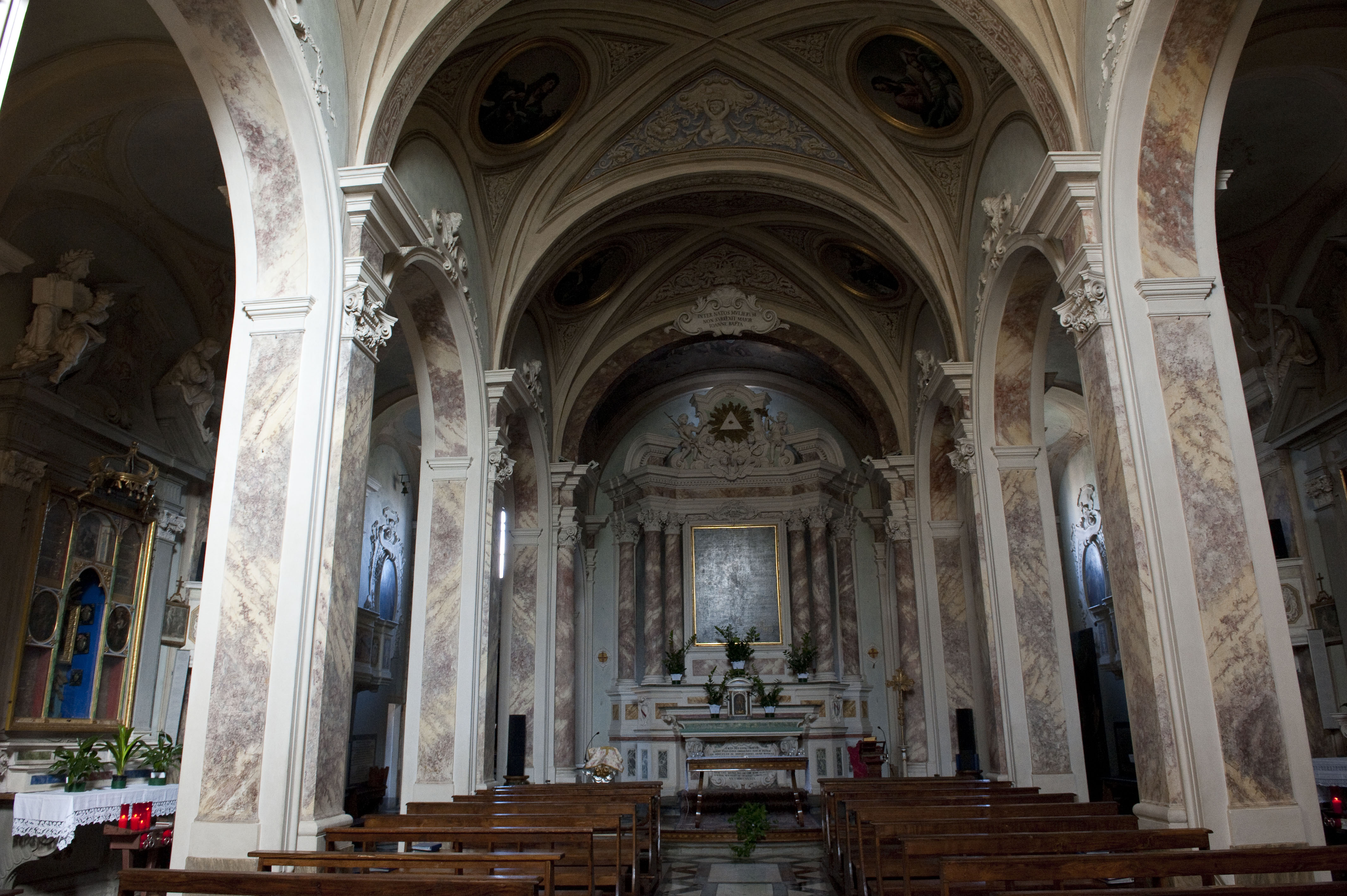
Interno

Nell'oratorio settecentesco adiacente è stato allestito un piccolo museo.
Le opere più importanti sono:
- Quattro sculture in terracotta invetriata di Benedetto Buglioni che rappresentano: San Giovannino, Santo Stefano protomartire, un Santo Vescovo e un Angelo Reggicero.
- Croce astile del XIII secolo in rame inciso e dorato e bronzo sbalzato, cesellato e inciso; il Cristo a tutto tondo risulta addirittura anteriore (XII secolo).
- Due ostensori in argento datati 1785 commissionati dal pievano Francesco Burzagli.
- Alcuni calici del XVII e XVIII secolo dei quali uno dell'argentiere Lorenzo Schepers.
- Turibolo con navicella a forma di galeone in argento sbalzato, inciso e cesellato, con decori a foglie lanceolate e sul coperchio della navicella le cifre “FB” (Francesco Burzagli) e lo stemma di casa Burzagli (XVIII secolo).
- Una cornice in argento smaltato con placchetta smaltata di Limoges raffigurante la Natività (XVI secolo).
- Due reliquiari a vaso in cristallo di rocca donati dalla famiglia Ricasoli (XVIII-XIX secolo).
- Due Angeli reggicero in legno intagliato e dorato (XVIII secolo).
- Un leggio da terra in legno intagliato (1786).
- La Circoncisione di Gesù tela del pittore fiorentino Benedetto Veli (1599).
- Santa Maria Maddalena de’ Pazzi e Sant’Antonio Abate tele di autore ignoto.

### Opere esposte

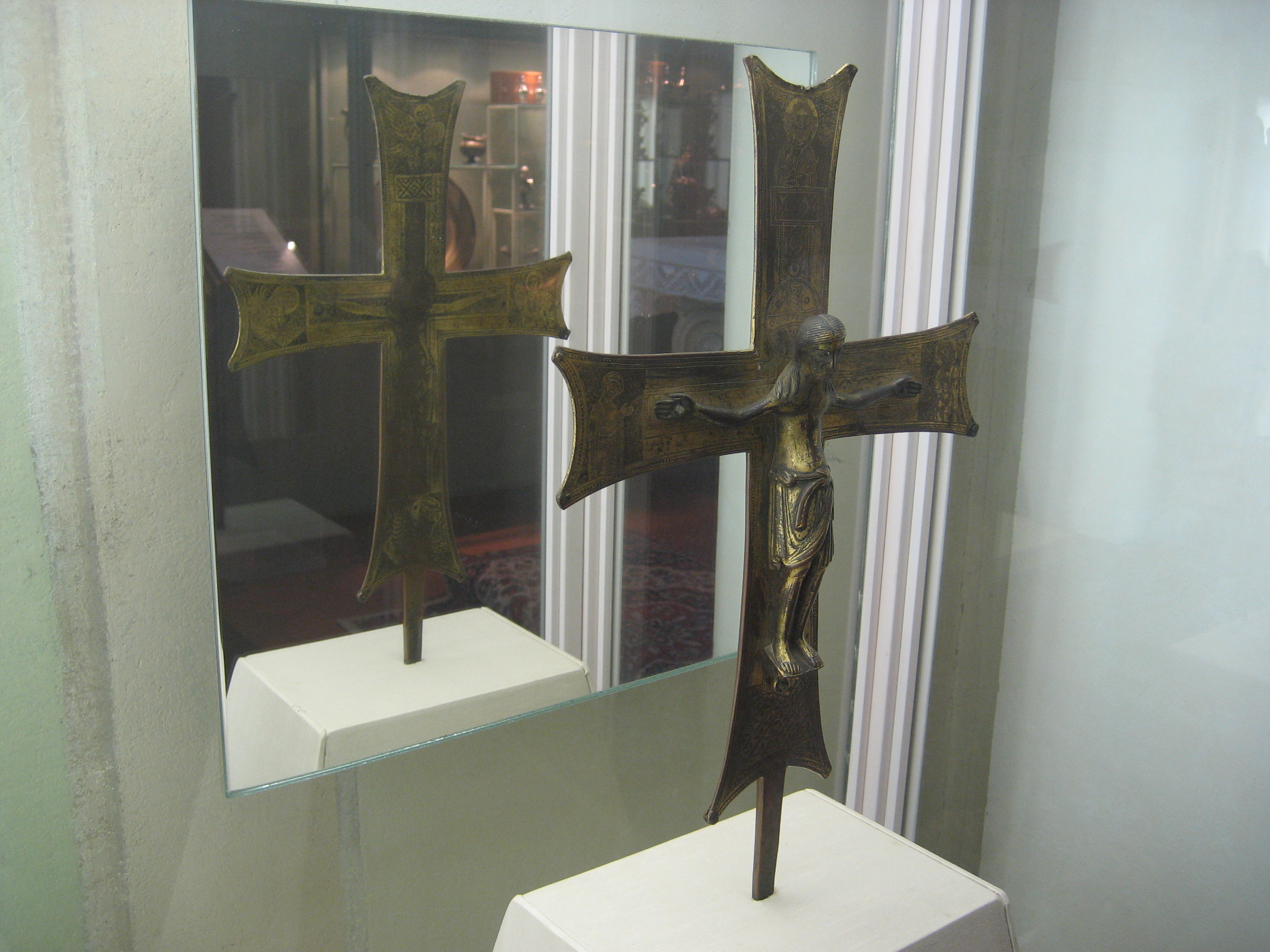
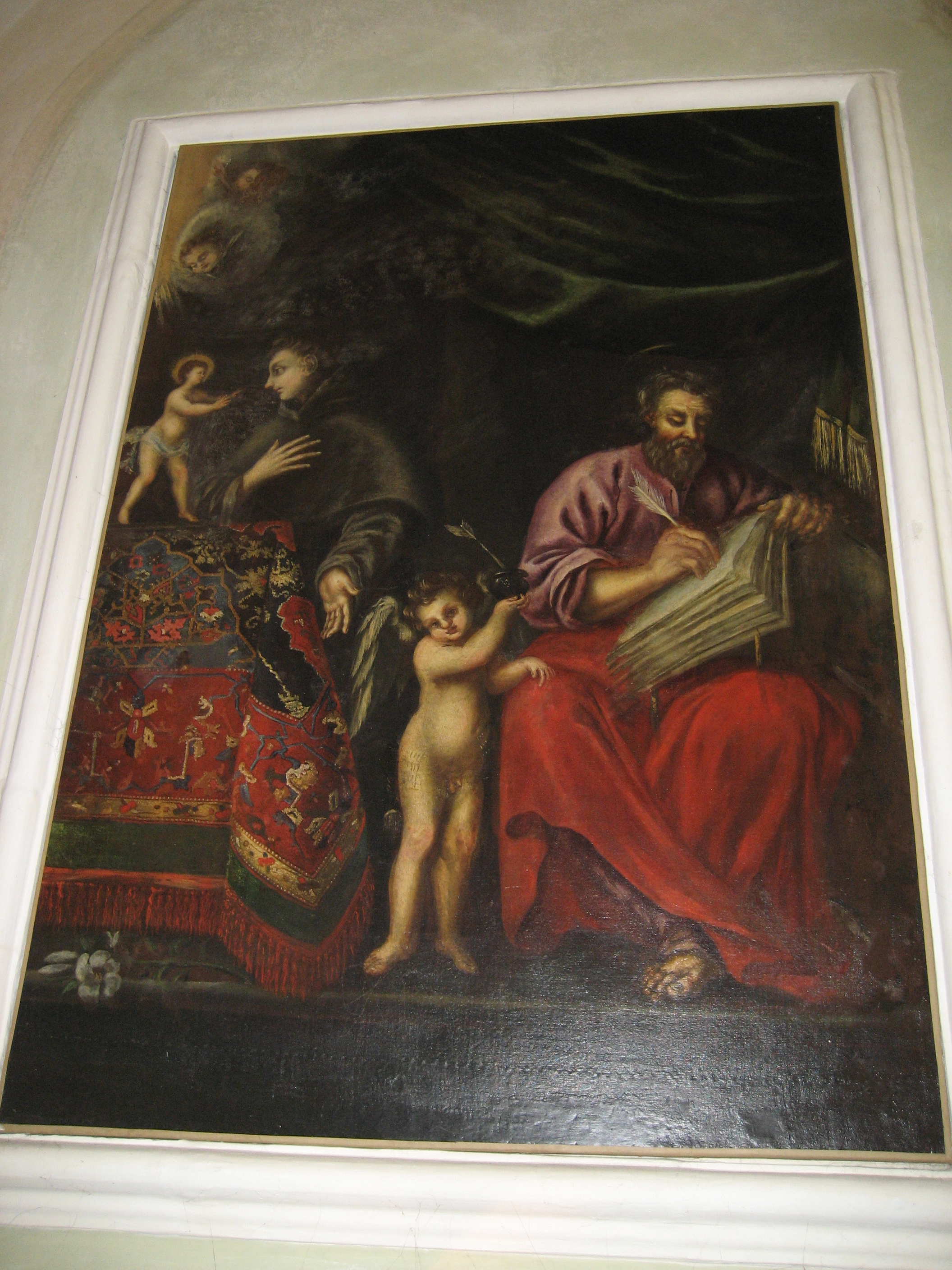
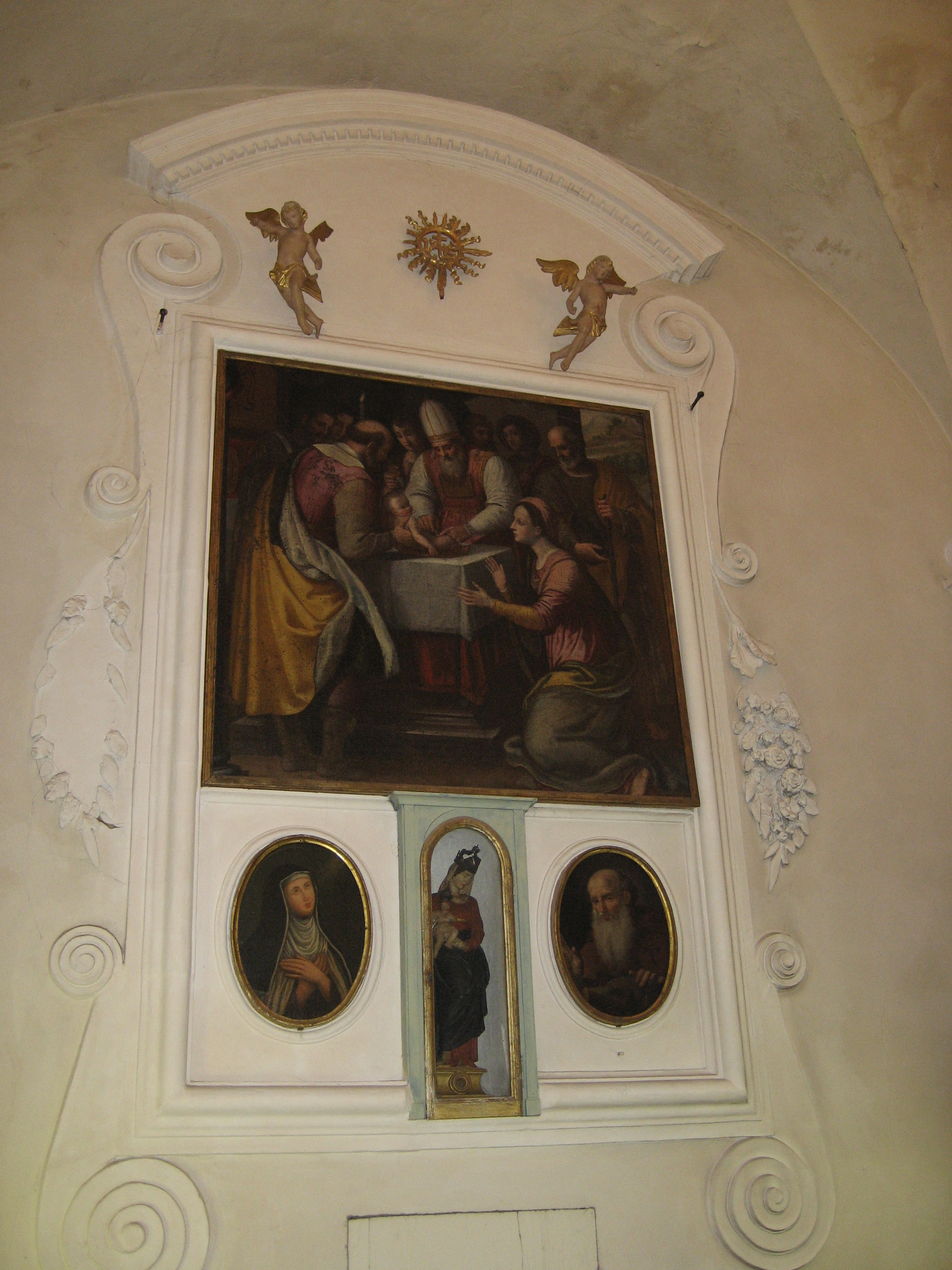
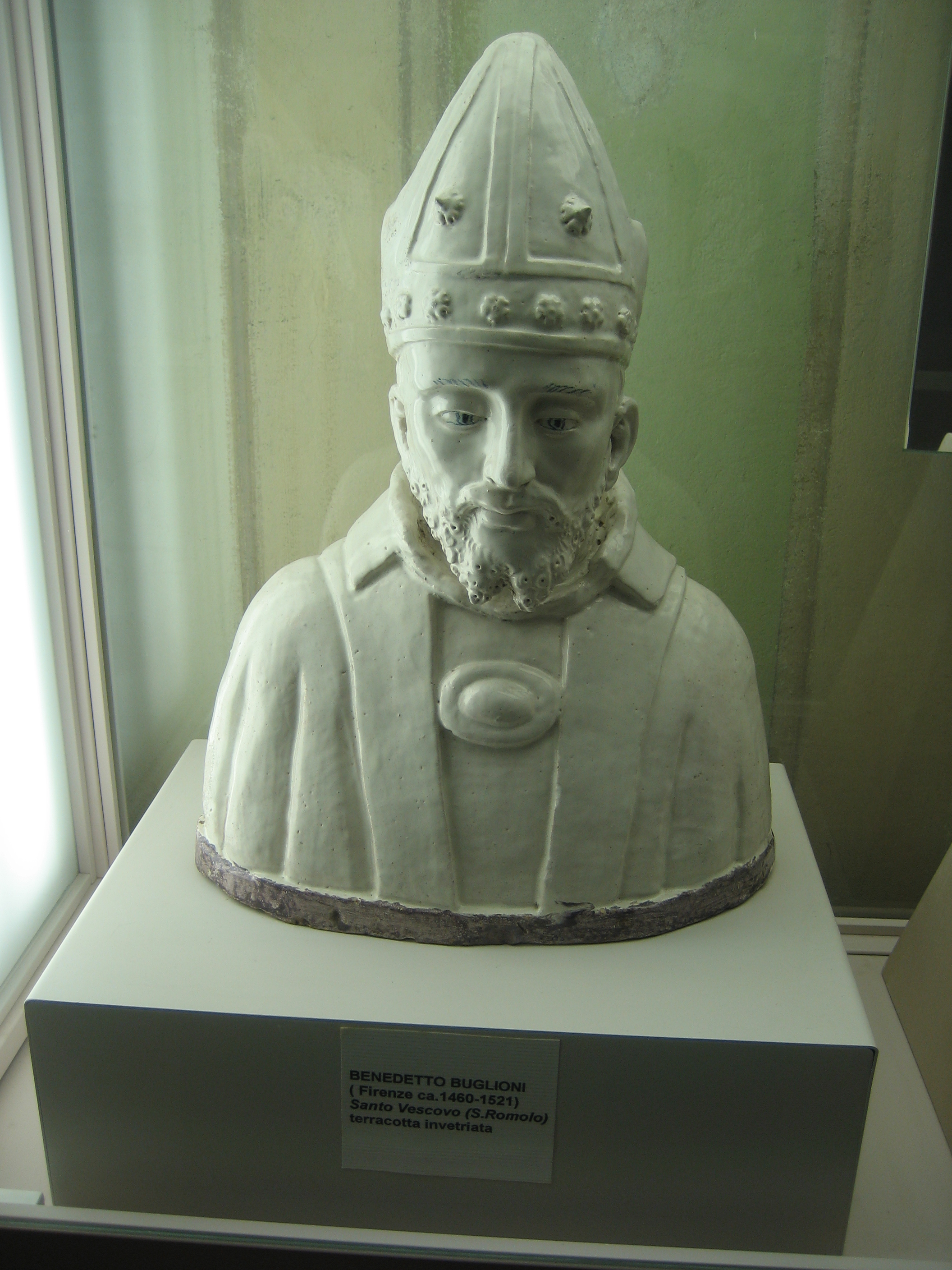
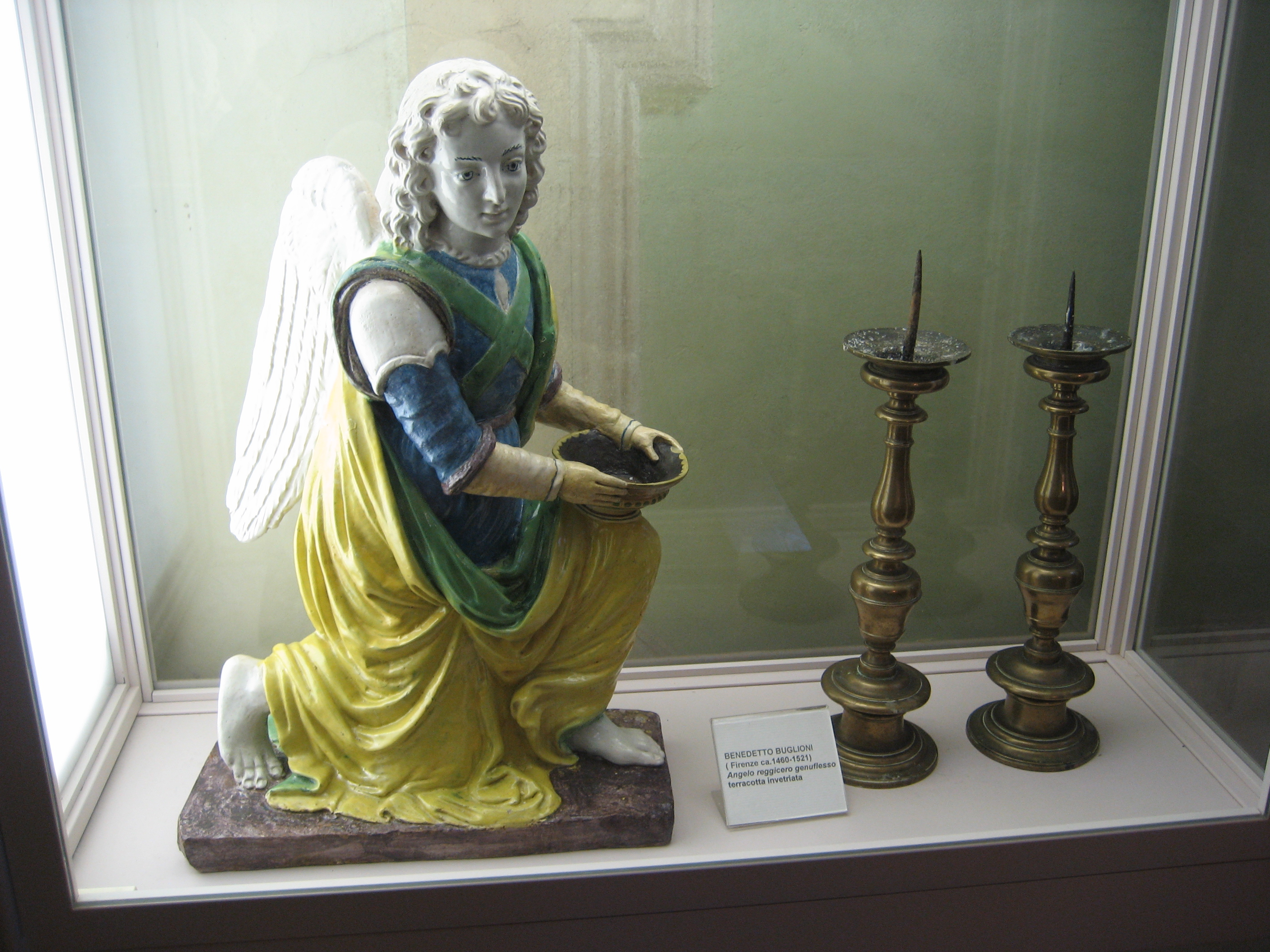
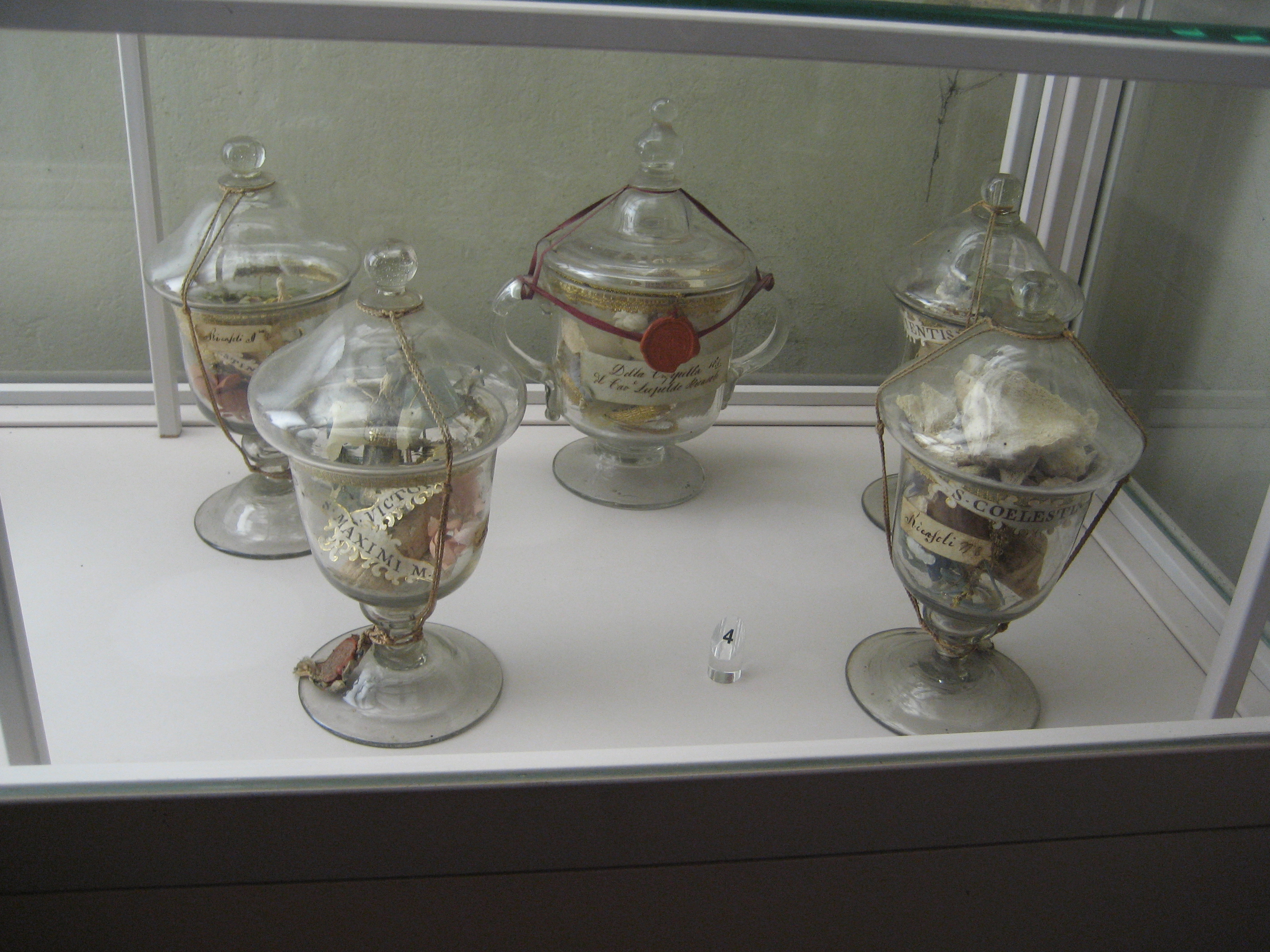
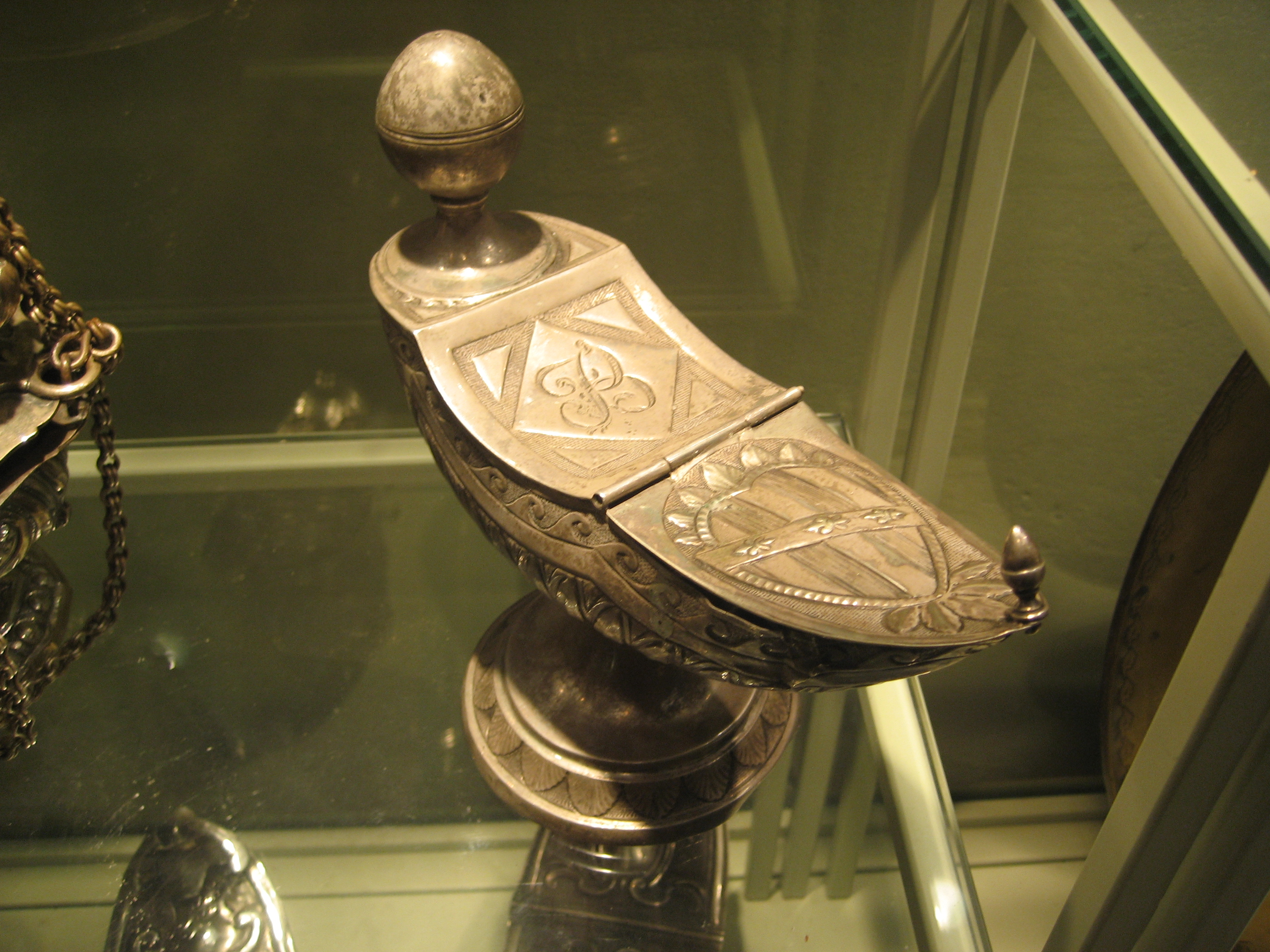
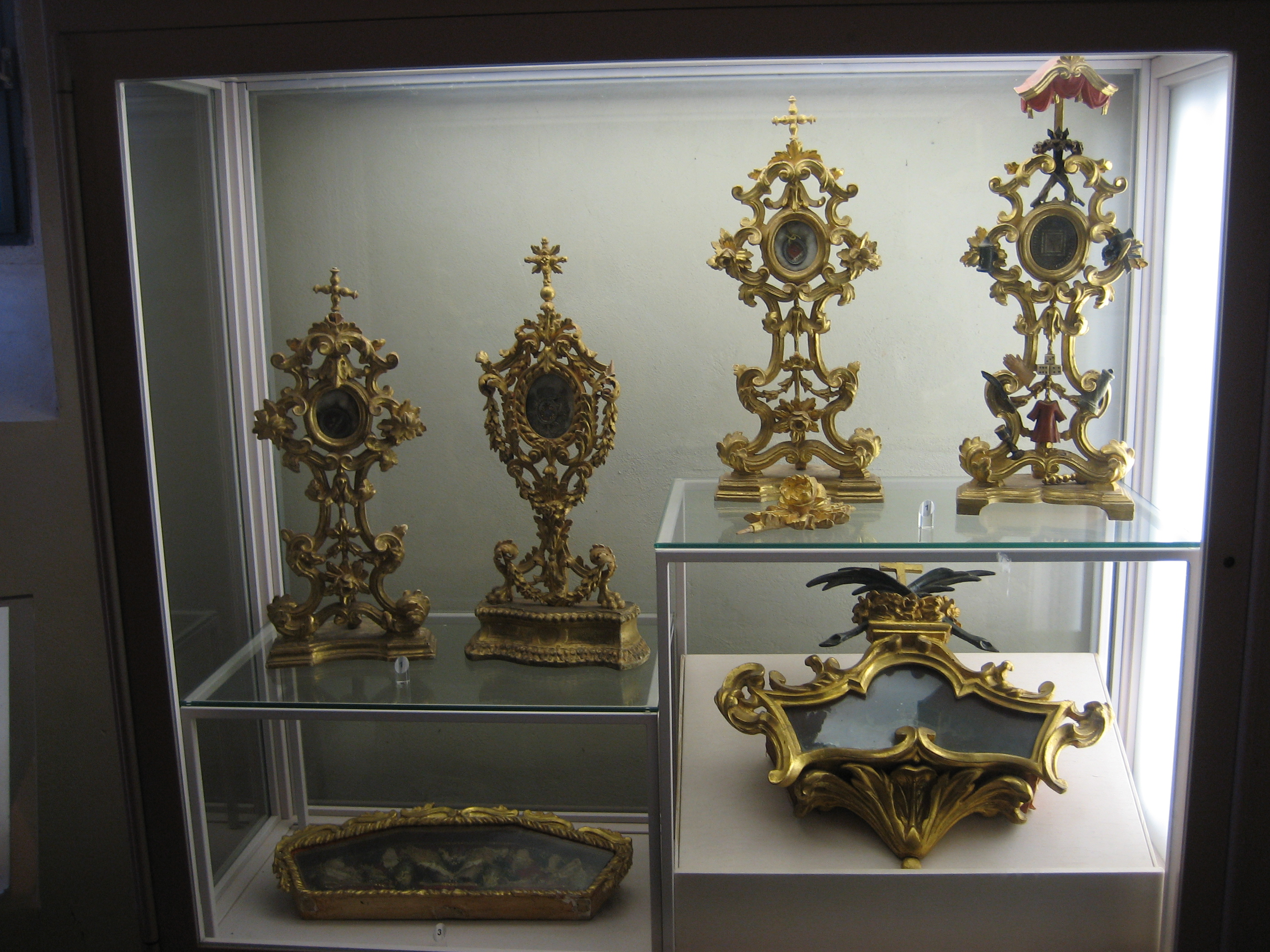